# Andreas Dorpalen
Andreas Dorpalen (* 2. Mai 1911 in Berlin; † 18. Dezember 1982 in Columbus, Ohio) war ein deutsch-amerikanischer Jurist und Historiker.
Dorpalen besuchte das Französische Gymnasium Berlin und studierte anschließend Rechtswissenschaften an den Universitäten in Freiburg und München. Er wurde 1932 an der Universität Bonn promoviert. 1936 emigrierte er in die USA und arbeitete als freier Mitarbeiter für verschiedene Zeitungen und Zeitschriften. Ab 1943 lehrte er am Kenyon College in Ohio und danach an der St. Lawrence University. Er war von 1958 bis 1978 Professor für deutsche und europäische Geschichte an der Ohio State University, Columbus. Außerdem war er 1953/54 Guggenheim Fellow und 1969 Mitglied des Institute for Advanced Study in Princeton.

## Schriften
- Die Anfechtung von Gesellschafterbeschlüssen im G.m.b.H.-Recht. Würzburg 1933 (Zugleich: jur. Diss., Bonn 1932).
- The World of General Haushofer. Geopolitics in Action. Farrar & Rinehart, New York, NY/Toronto 1942.
- Heinrich von Treitschke. Yale University Press, New Haven/Oxford University Press, London 1957 (Neuaufl. Kennikat Press, Port Washington, NY 1973)
- Hindenburg and the Weimar Republic. Princeton University Press, Princeton 1964 (dt. Ausgabe 1966).
- Europe in the 20th Century. A History. Macmillan, New York 1968.
- SPD und KPD in der Endphase der Weimarer Republik. In: Vierteljahrshefte für Zeitgeschichte 31 (1983), S. 77–107.
- German History in Marxist Perspective. The East German Approach. Wayne State University Press, Detroit, Mich./Tauris, London 1985, ISBN 0-8143-1804-5.